# Хорді Арресе
Хорді Арресе і Касталанє (кат. Jordi Arrese i Castañé,  [ˈʒɔrði əˈrezə j kəstəˈɲe]) — колишній іспанський тенісист, олімпійський медаліст. 
Срібну олімпійську медаль  Арресе виборов на Олімпіаді 1992 року, поступившись у фіналі у важкому п'ятисетовому поєдинку Марку Россе.
Найвищу одиночну позицію світового рейтингу — 23 місце досяг 4 листопада 1991, парну — 62 місце — 14 серпня 1995 року.
Здобув 6 одиночних та 4 парні титули.
Найвищим досягненням на турнірах Великого шолома було 3 коло в одиночному розряді.
Завершив кар'єру 1998 року.

## Фінали за кар'єру

### Одиночний розряд: 12 (6–6)
| Перемога - Легенда       |
| ------------------------ |
| Великий шлем (0–0)       |
| Олімпійські Ігри (0–1)   |
| Серія Мастерс ATP (0–0)  |
| Серія турнірів ATP (0–0) |
| Тур ATP (6–5)            |

| Результат | В-П | Дата     | Турнір                                 | Покриття | Суперник            | Рахунок                      |
| --------- | --- | -------- | -------------------------------------- | -------- | ------------------- | ---------------------------- |
| Поразка   | 0–1 | Вер 1989 | Мадрид, Іспанія                        | Ґрунт    | Мартін Хайте        | 3–6, 2–6                     |
| Перемога  | 1–1 | Сер 1990 | Санремо, Італія                        | Ґрунт    | Хуан Агілера        | 6–2, 6–2                     |
| Перемога  | 2–1 | Сер 1990 | Прага, Чехословаччина                  | Ґрунт    | Ніклас Культі       | 7–6(7–3), 7–6(8–6)           |
| Перемога  | 3–1 | Тра 1991 | Мадрид, Іспанія                        | Ґрунт    | Марсело Філіппіні   | 6–2, 6–4                     |
| Поразка   | 3–2 | Чер 1991 | Генуя, Італія                          | Ґрунт    | Карл-Уве Стіб       | 3–6, 4–6                     |
| Поразка   | 3–3 | Лип 1991 | Гілверсум, Нідерланди                  | Ґрунт    | Магнус Густафссон   | 7–5, 6–7(2–7), 6–2, 1–6, 0–6 |
| Поразка   | 3–4 | Жов 1991 | Афіни, Греція                          | Ґрунт    | Серхі Бругера       | 5–7, 3–6                     |
| Перемога  | 4–4 | Лис 1991 | Бузіус, Бразилія                       | Ґрунт    | Жайме Онсінс        | 1–6, 6–4, 6–0                |
| Поразка   | 4–5 | Лип 1992 | Гілверсум, Нідерланди                  | Ґрунт    | Карел Новачек       | 2–6, 3–6, 6–2, 5–7           |
| Поразка   | 4–6 | Сер 1992 | Теніс на Олімпійських іграх, Barcelona | Ґрунт    | Марк Россе          | 6–7(2–7), 4–6, 6–3, 6–4, 6–8 |
| Перемога  | 5–6 | Жов 1992 | Афіни, Греція                          | Ґрунт    | Серхі Бругера       | 7–5, 3–0 ret.                |
| Перемога  | 6–6 | Жов 1993 | Афіни, Греція                          | Ґрунт    | Альберто Берасатегі | 6–4, 3–6, 6–3                |

### Парний розряд: 10 (4–6)
| Результат | В-П | Дата     | Турнір                | Покриття | Партнер            | Суперники                         | Рахунок       |
| --------- | --- | -------- | --------------------- | -------- | ------------------ | --------------------------------- | ------------- |
| Поразка   | 0–1 | Чер 1985 | Болонья, Італія       | Ґрунт    | Альберто Тоус      | Паоло Кане Сімоне Коломбо         | 5–7, 4–6      |
| Перемога  | 1–1 | Лип 1986 | Бордо, Франція        | Ґрунт    | Девід де Мігель    | Роналд Ейдженор Мансур Бахрамі    | 7–5, 6–4      |
| Перемога  | 2–1 | Сер 1989 | Прага, Чехословаччина | Ґрунт    | Горст Скофф        | Петр Корда Томаш Шмід             | 6–4, 6–4      |
| Перемога  | 3–1 | Сер 1991 | Сан-Марино            | Ґрунт    | Карлос Коста       | Крістіан Мініуссі Дієго Перес     | 6–3, 3–6, 6–3 |
| Поразка   | 2–3 | Сер 1993 | Умаг, Хорватія        | Ґрунт    | Франсіско Ройг     | Філіп Девулф Том Ванхудт          | 4–6, 5–7      |
| Поразка   | 3–3 | Сер 1994 | Сан-Марино            | Ґрунт    | Ренцо Фурлан       | Ніл Брод Грег Ван Ембург          | 4–6, 6–7      |
| Поразка   | 3–4 | Вер 1994 | Бухарест, Румунія     | Ґрунт    | Хосе Антоніо Конде | Вейн Артурс Саймон Юл             | 4–6, 4–6      |
| Поразка   | 3–5 | Чер 1995 | Порту, Португалія     | Ґрунт    | Алекс Корретха     | Томас Карбонелл Франсіско Ройг    | 3–6, 6–7      |
| Поразка   | 3–6 | Сер 1995 | Кіцбюель, Австрія     | Ґрунт    | Wayne Arthurs      | Франсіско Монтана Грег Ван Ембург | 7–6, 3–6, 6–7 |
| Перемога  | 4–6 | Сер 1995 | Сан-Марино            | Ґрунт    | Ендрю Кратцманн    | Пабло Альбано Федеріко Мордеган   | 7–6, 3–6, 6–2 |